# Bo Forslund
Bo Erland Forslund, född 29 maj 1939 i Holmsunds församling i Västerbottens län, är en svensk socialdemokratisk politiker, som mellan 1975 och 1994 var riksdagsledamot för Västernorrlands läns valkrets.